# Crumenulopsis
Crumenulopsis J.W. Groves – rodzaj grzybów z rodziny Cenangiaceae.

## Systematyka i nazewnictwo
Pozycja w klasyfikacji według Index Fungorum: Cenangiaceae, Helotiales, Leotiomycetidae, Leotiomycetes, Pezizomycotina, Ascomycota, Fungi.
Takson utworzył w 1969 roku James Walton Groves. Synonimy: Crumenula Rehm.

## Gatunki występujące w Polsce
- Crumenulopsis pinicola (Rebent.) J.W. Groves 1969
- Crumenulopsis sororia (P. Karst.) J.W. Groves 1969

Nazwy naukowe na podstawie Index Fungorum. Wykaz gatunków według M.A. Chmiel.